# Гюнтер Беніш
Гюнтер Беніш (нім. Günter Behnisch, * 12 червня 1922 у Дрездені — † 12 липня 2010, Штуттгарт) — німецький архітектор, професор. Всесвітню відомість отримав за будівництво олімпійського стадіону в Мюнхені (1967–1972).

## Біографія
Гюнтер Беніш народився і проживав разом із сім'єю у Дрездені. У 1934 році сім'я перебирається у Хемніц.
1 грудня 1939 року вступив на флот. З 27 вересня 1943 по 26 березня 1944 року пройшов курс підводника. З 1 квітня по 12 липня 1944 року — 1-й вахтовий офіцер на підводному човні U-952, на якому взяв участь у п'яти походах. З 16 липня по 31 серпня 1944 року пройшов курс командира човна. 1 вересня 1944 року направлений на будівництво U-2337. З 4 жовтня 1944 року — командир U-2337. 9 травня 1945 року здався британським військам в Крістіансанні. В березні 1947 року звільнений.
Militärischer Werdegang
З 1947 по 1951 роки вивчав архітектуру у Технічному інституті Штутгарта. Після отримання диплому про вищу освіту з 1951 року працював в архітектурному бюро Рольфа Ґутброта у Штуттгарті.

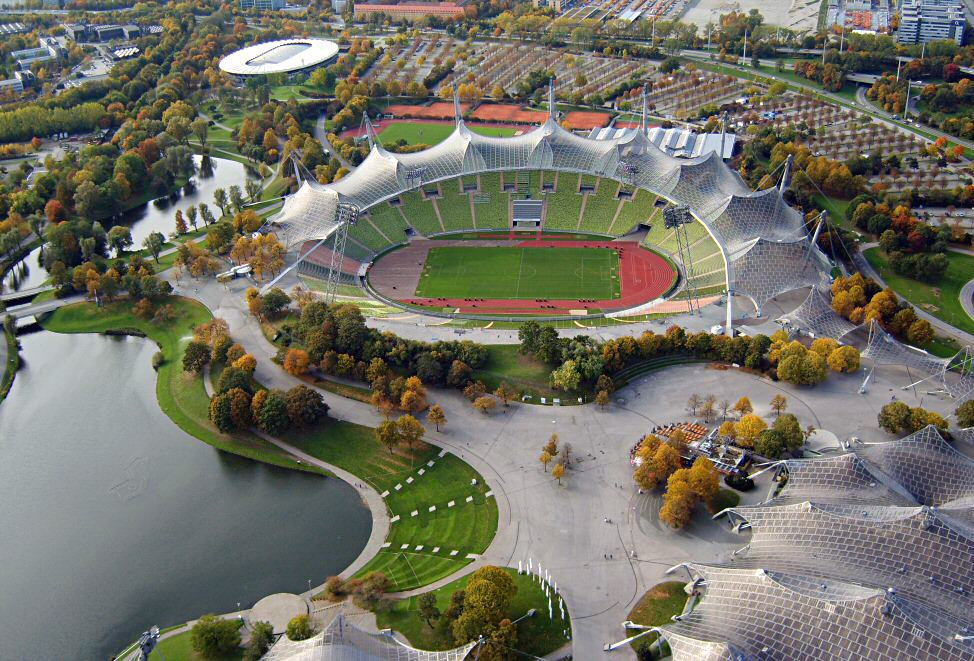
Олімпійський стадіон (Мюнхен)

У 1952 році Гюнтер Беніш заснорвує своє власне бюро, яким управляє спільно з Бруно Ламбартом. У 1966 році заснованує архітектурне бюро «Behnisch & Partner». Він веде справи у бюро з різними партнерами. У 1989 році його син Стефан Беніш засновує друге бюро, яке з іменем Behnisch Architekten проводить проекти по всьому світі. З 1967 по 1987 роки Гюнтер Беніш був ординарним професором і викладав індустрійне будівництво, ескізи та проектування будівель у Технічному університеті Дармштадта а також директором інституту нормування від університету. У 1982 році Гюнтер Беніш стає членом Берлінської академії мистецтв і у 1984 році почесним доктором Штутгартського університету. У 1996 році стає засновником Саксонської академії мистецтв та керує її архітектурним відділенням до 2000 року.
Був одружений, мав двох дочок і сина. Помер у віці 88 років у Штуттгарті.

## Роботи
Ґюнтер Беніш є одною з ключових фігур сучасної архітектури Німеччини та признаний «прихильник демократичного будівництва без статусу і влади символіки» і визнаний як «Архітектор демократії». У створені ним споруди він вкладає свободу у скляні форми сформували образ Німеччини в світі. До цього образу значно доклав здійснення проекту бюро Behnisch & Partner Олімпійського парку у Мюнхені для олімпійських ігор 1972 року, що тривало з 1967 по 1972 роки. Спільною роботою з іншим німецьким архітектором Фрай Отто над олімпійським стадіоном Гюнтер Беніш стає всесвітньо відомим. Всесвітньо відома також інша робота його бюро — Пленарний зал Німецького бундестагу у Бонні.

## Відзнаки
- Залізний хрест 2-го класу (22 червня 1944)
- 1972 — Гран-прі з архітектури Союзу німецьких архітекторів
- 1982 — член Берлінської академії мистецтв
- 1984 — почесний доктор Штуттгартського університету
- 1993 — Лауреат премії Ганса Мольфентера міста Штуттгарта
- 1997 — Орден «За заслуги перед Федеративною Республікою Німеччина», офіцерський хрест
- 2008 — Лауреат премії німецьких критиків (почесний лауреат).